# Tixtla de Guerrero

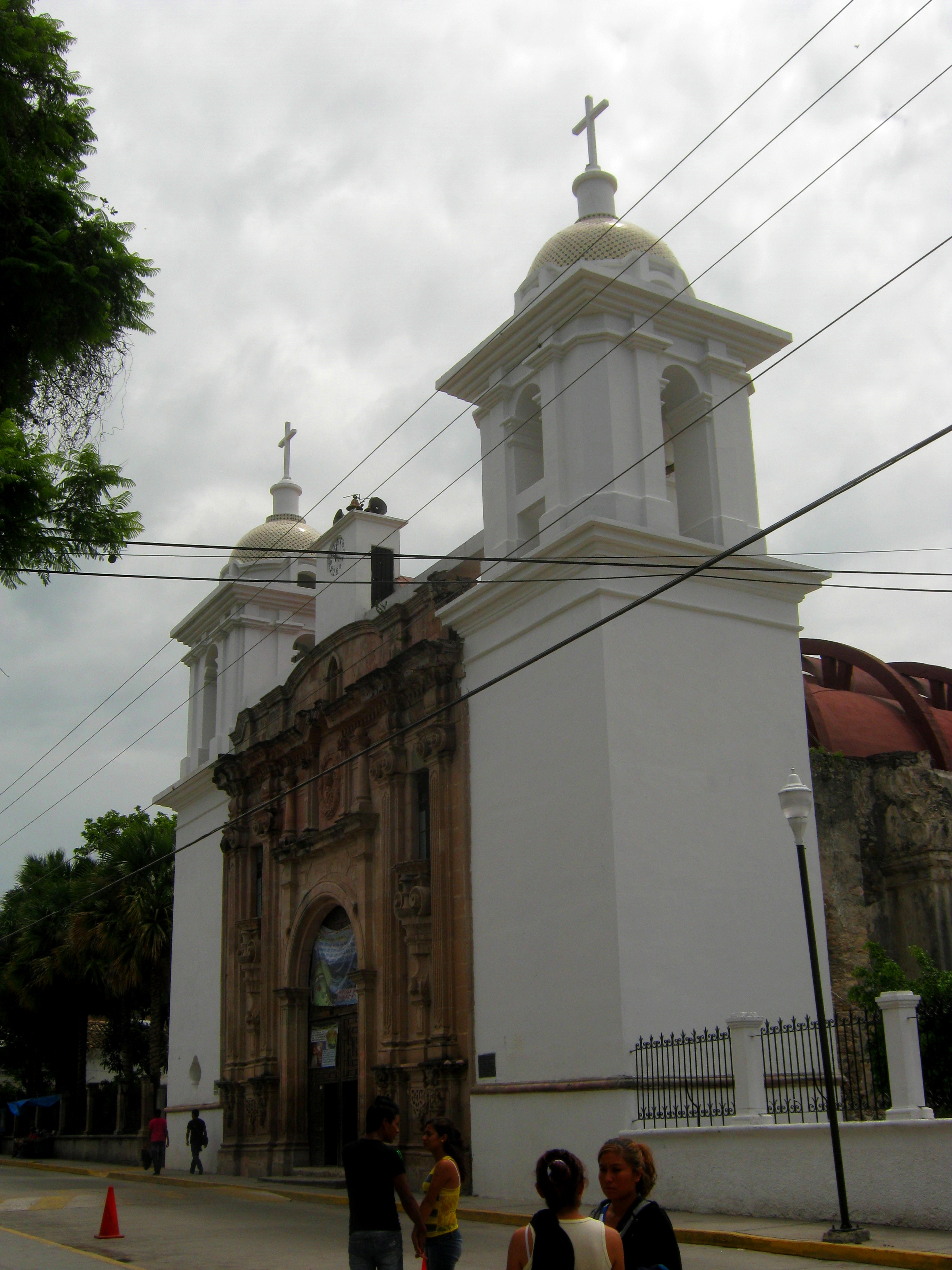
Iglesia de San Martín, Tixtla, Guerrero, México

Tixtla de Guerrero, einfach Tixtla genannt, ist eine Stadt im Süden Mexikos, im gleichnamigen Municipio, im Zentrum des Bundesstaates Guerrero, 17 km östlich der Regionalhauptstadt Chilpancingo. Der Name „Tixtla“ stammt aus der örtlichen Nahuatl-Sprache: textli, tla = „Mais-Teig“, auch „im Mais-Teig“. Der zugesetzte Name „Guerrero“ ist die Referenz zu Vicente Guerrero (1782–1831), einem mexikanischen Volkshelden und ab 1812 einer der Führer der dortigen Unabhängigkeitskriege von 1810 bis 1821. Nach ihm ist auch der zugehörige Bundesstaat genannt.

## Geografie

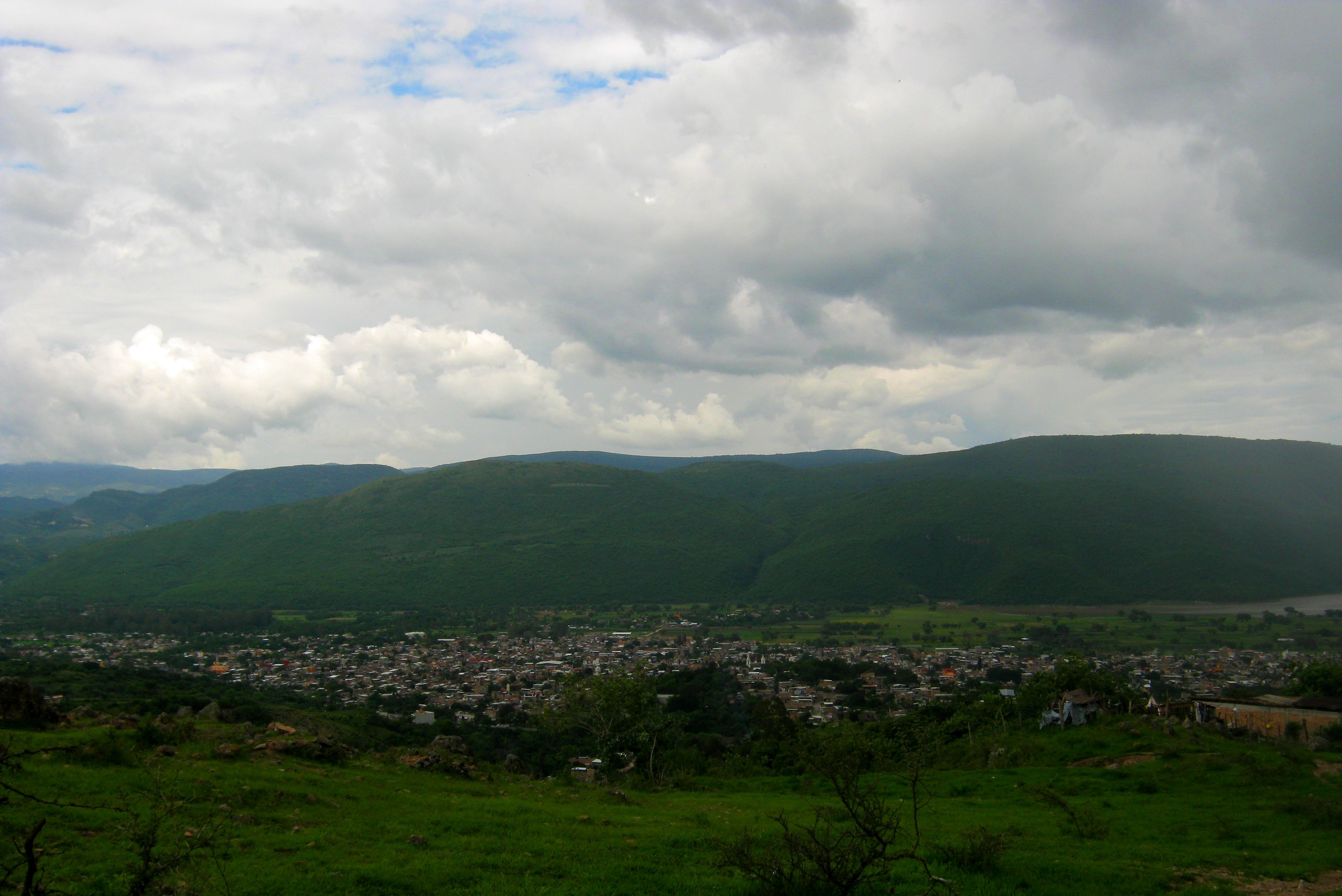
Blick über das Valle de Tixtla

Tixtla befindet sich im Süden Mexikos, im Zentrum des südlichen Bundesstaates Guerrero, etwa 17 km östlich von Chilpancingo. Es liegt in einer kleinen fruchtbaren Aue (Valle de Tixtla, etwa 1340 m über Meeresspiegel), eines geschlossenen Einzugsgebietes (78,14 km²), in welchem der Lago Tixtla (etwas unterhalb von 1340 m) die tiefste Stelle bildet. Eine unterirdische Verbindung zum südlich benachbarten Einzugsgebiet des Río Papagayo ist sehr wahrscheinlich, wird auch "unter Abstrichen" mit dazugerechnet.  
Diese tieferliegende fruchtbare Aue ist von kleineren bewaldeten Bergen umschlossen. Das Stadtgebiet von Tixtla erstreckt sich zum Teil in die Niederung des westlichen höher gelegenen Teils der Aue und etwa zur Hälfte über die unteren Hänge der anschließenden Berge. Der höchste Punkt dieses Einzugsgebietes ist der Berg Xomislo im Nordwesten mit etwas über 2000 m über dem Meeresspiegel, welcher sich auf der Wasserscheide zum Einzugsgebiet des Río Balsas befindet.
In der fruchtbaren Niederung der Aue wird Landwirtschaft mit Bewässerung durchgeführt, teils mit intensivem Gemüseanbau. Frisches Gemüse wird von hier aus ins nahe gelegene Chilpancingo und bis nach Acapulco geliefert. Das Wasser für die Bewässerung wird im höhergelegenen Stausee El Molino gespeichert, welcher sich westlich von Tixtla befindet.  An den unteren Berghängen um die Niederung herum  gibt es teils subsistenzielle Landwirtschaft (Regenfeldbau), teils Weidewirtschaft. Weiter oben ist noch der natürliche Wald vorhanden,  durch die Höhenlage hier in der Übergangszone vom tropischen Trockenwald (unter anderem mit Bursera copallifera und B. bipinnata), Palmar (Brahea dulcis) bis hin zum Eichen-Kiefern-Mischwald (durchsetzt mit Buddleja cordata).

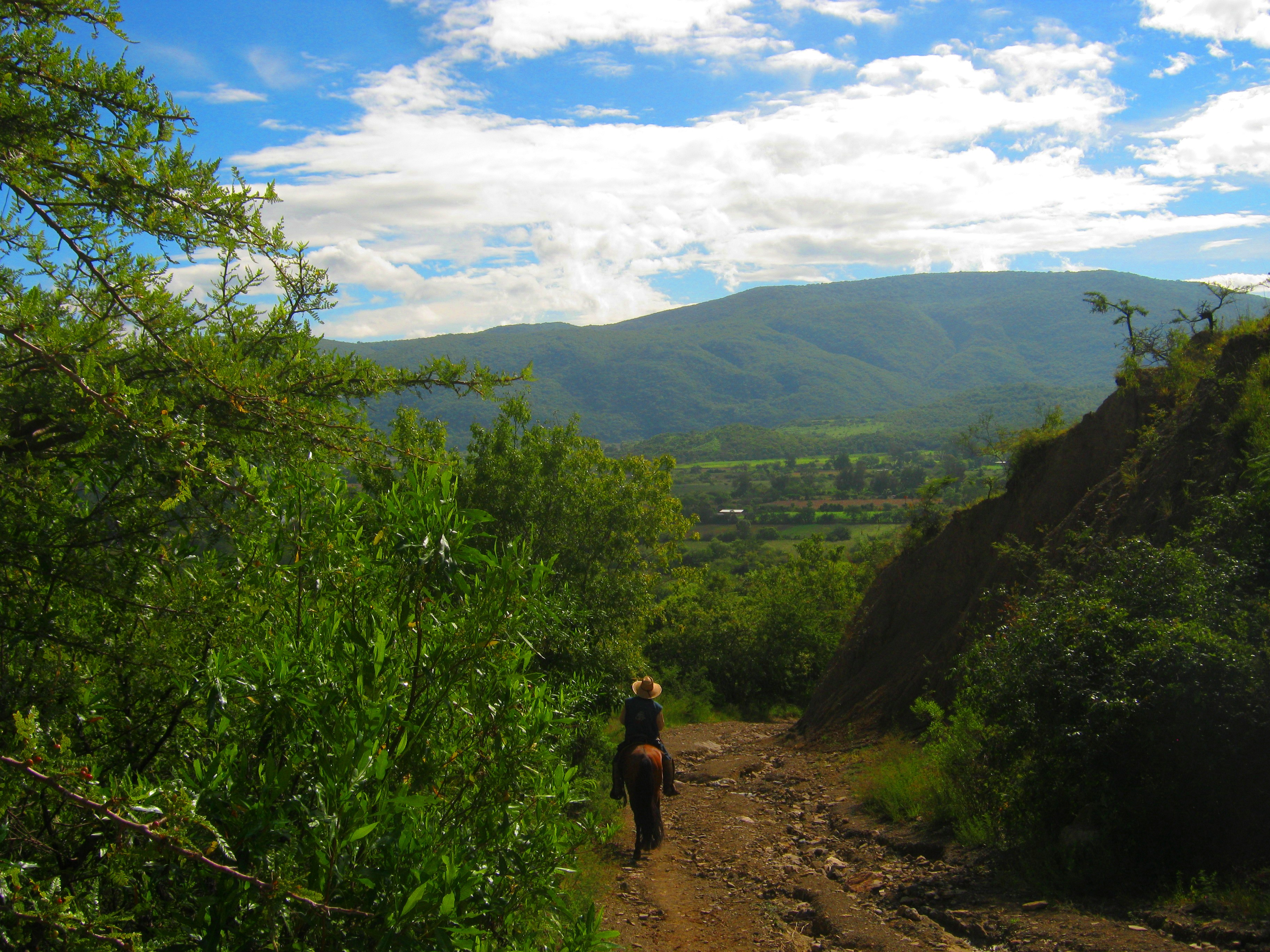
Camino de Xaltepetla a Tixtla, Guerrero, México

Die Koordinaten sind 17°34´ N; 99° 23´52" w, in Dezimalgradː 17,566944°, -99,397778°; in UTMː1942 319 N, 14Q 457 788 E.

## Geschichte

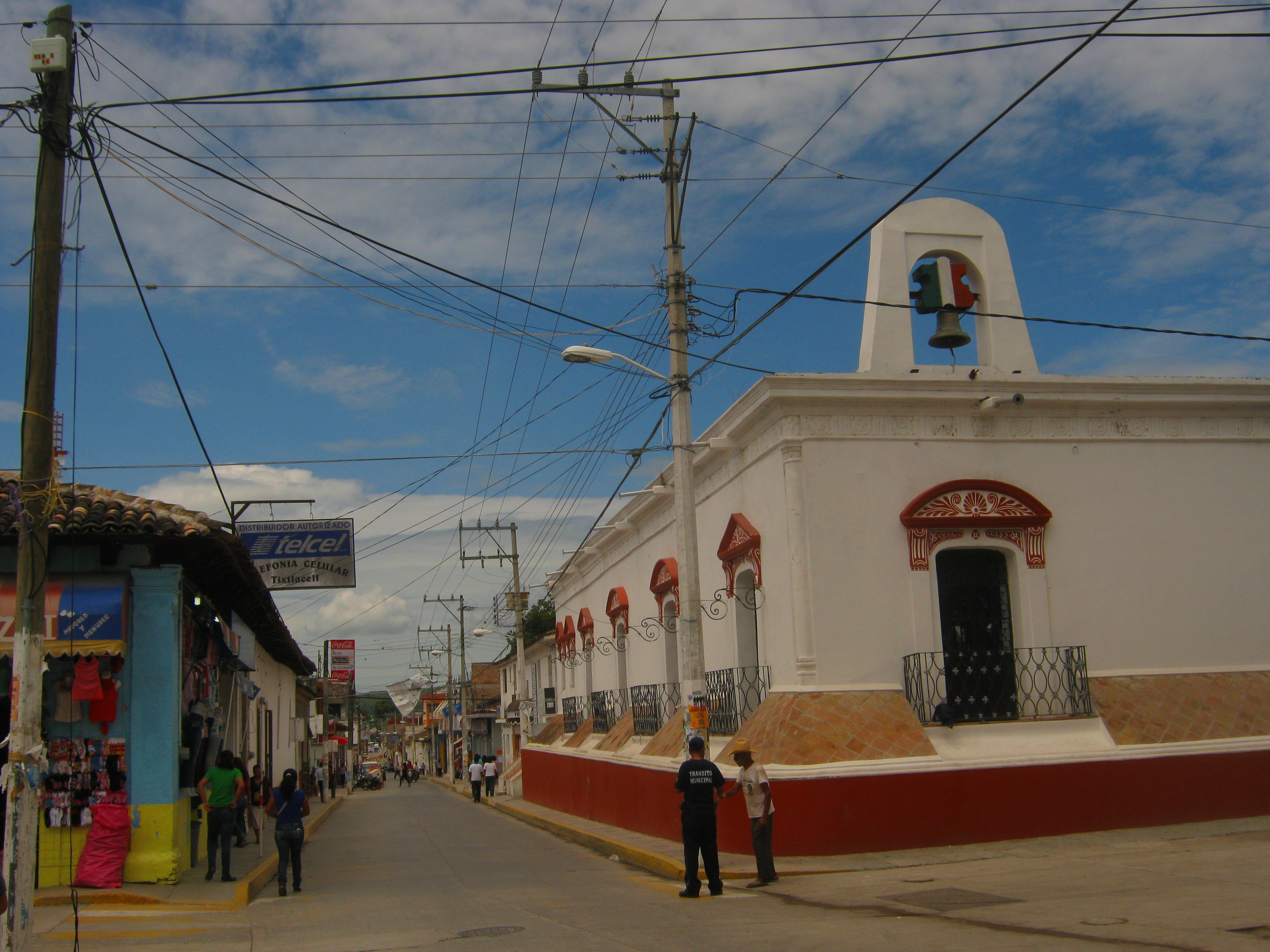
Palacio Municipal de Tixtla de Guerrero

Vor mehr als 3.000 Jahren war das heutige Gebiet des Bundesstaates Guerrero Teil der Siedlungsentwicklung der ersten Zivilisation, die etwa zwischen 7.000 und 5.000 v. Chr. in Mesoamerika entstand. An den Ufern des Río Balsas siedelte sich die Mezcala-Kultur an, welche unter Einfluss der Olmeken-Kultur stand, deren archäologisches Material ab etwa dem Jahr 1500 vor Christus über  800 Jahre lang produziert wurde, ihren eigenen Stil in Skulptur und Keramik entwickelte, präsent war in den Regionen dieses Bundesstaates Montaña, Norte, Tierra Caliente und Centro. In letzterer Region befindet sich Tixtla.
1786 erließ König Carlos III. die königliche Gemeindeverordnung („Ordenanza de Intendencias“), um das Vizekönigreich Neuspanien administrativ in 12 Intendencias aufzuteilen. Dabei fiel das Gebiet um Tixtla und dem benachbarten Chilpancingo in das Verwaltungsgebiet der „Indendencia México“.
Mit dem Beginn des mexikanischen Unabhängigkeitskrieges 1810 begann die offizielle Geschichtsschreibung in und um Tixtla, da hier verschiedene Schlachten zwischen aufständischen und royalistischen Truppen stattfanden. Unter anderem fiel die Stadt 1811 an den aufständischen General José María Morelos, wurde jedoch drei Jahre später von den Royalisten zurückerobert. Nach der Unabhängigkeit Mexikos (1821) wurde 1924 der Bundesstaat Mexiko gegründet, zu welchem bis 1849 Tixtla dazugehörte, als Teil der Capitanía General del Sur, welches seinen Sitz im naheliegenden Chilapa hatte. Im selben Jahr wurde Tixtla in den Rang einer Stadt erhoben. Im Jahre 1849 wurde das Bundesland Guerrero gegründet aus Teilen der Bundesländer Michoacán, México und Puebla, und mit diesem wurde das Municipio Tixtla de Guerrero gegründet. 1854 wurde Tixtla die Hauptstadt des Bundeslandes Guerrero, welche dann ab 1870 nach Chilpancingo verlegt wurde.

## Bevölkerung
Die Bevölkerungsentwicklung ab 1990 des Municipios Tixtla de Guerreo ist  folgende
| Población del municipio de Tixtla de Guerrero |        |        |        |        |        |        |        |
| Jahr                                          | 1990   | 1995   | 2000   | 2005   | 2010   | 2015   | 2020   |
| Männer                                        | 14 152 | 16 606 | 16 041 | 17 928 | 19 369 | 20 310 | 20 607 |
| Frauen                                        | 14 791 | 17 051 | 17 579 | 19 372 | 20 689 | 22 343 | 22 564 |
| % Frauen                                      | 104.5  | 102.7  | 109.6  | 108.1  | 106.8  | 110.0  | 109.5  |
| TOTAL                                         | 28 943 | 33 657 | 33 620 | 37 300 | 40 058 | 42 653 | 43 171 |

Fuenteː Secretaría de Gobernación, INAFED - Instituto Nacional para el Federalismo y el Desarrollo Municipal, SNIM - Sistema Nacional de Información Municipalː Municipio Tixtla de Guerrero
Der relativ hohe Anteil der weiblichen Bevölkerung ist ein Zeichen erhöhter Abwanderung, vor allem der männlichen Bevölkerung, in der Touristikindustrie von Acapulco, in weiter entfernte  Großstädte, wie Mexiko-Stadt, die mexikanischen Städte längs der USA Grenze und in die USA hinein. Auch gibt es zeitlich begrenzte Abwanderung als Hilfsarbeiter in der Landwirtschaft in die großen Bewässerungsgebiete im Nordwesten Mexikos, in die USA und bis nach Kanada.

## Persönlichkeiten
In Tixtla wurden geborenː
- Antonia Nava de Catalán (1779-1843), Heldin des mexikanischen Unabhängigkeitskrieges
- Vicente Guerrero (1783-1831), Volksheld im Unabhängigkeitskrieg Mexikos (1810-1821) und zweiter gewählter mexikanischen Präsident (April–Dezember 1829)

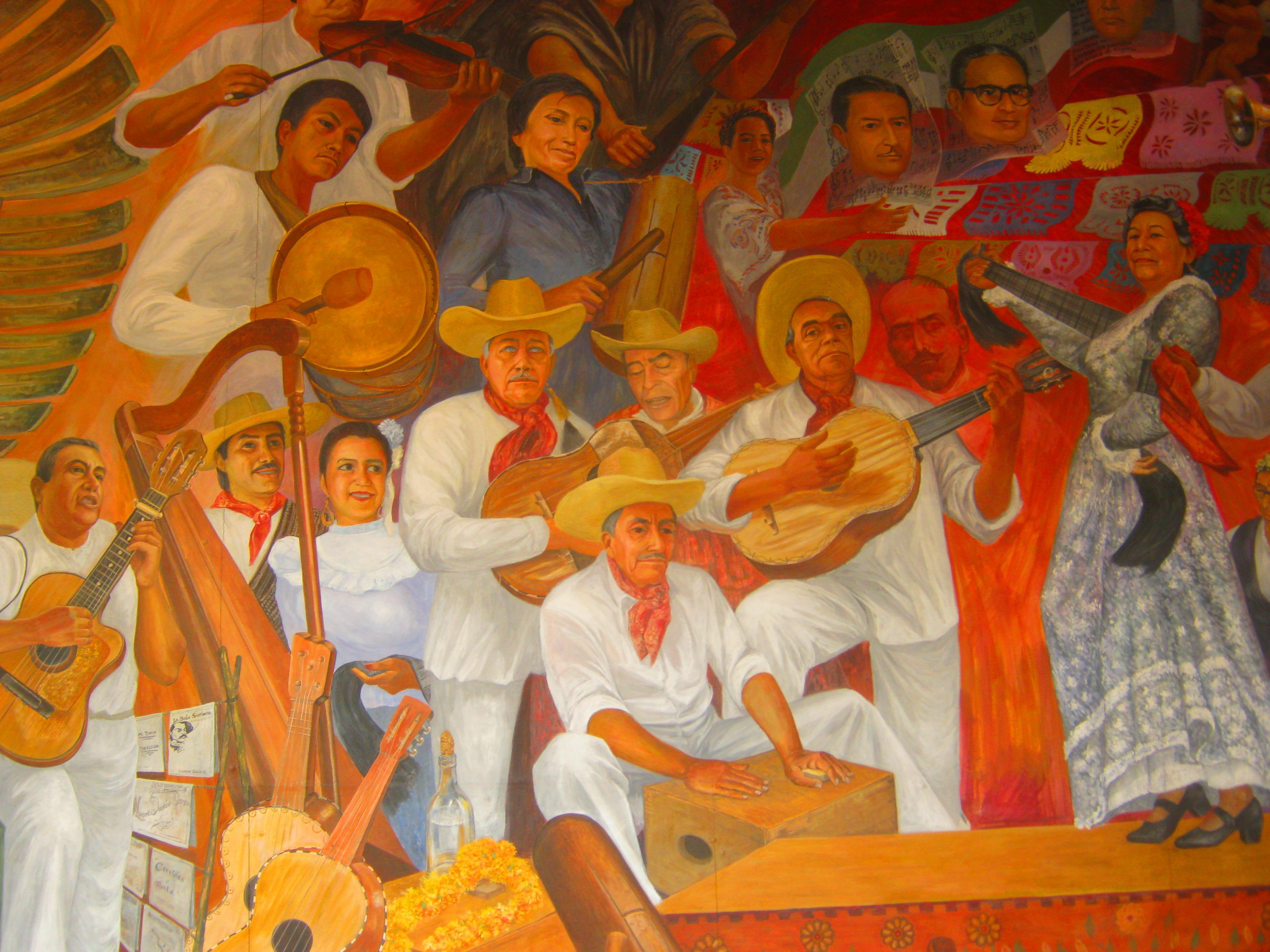
Teil des monumentalen Wandgemäldes von Jaime Antonio Gómez del Payán. im Palacio Municipal de Tixtla

- Ignacio Altamirano (1834-1893), Schriftsteller und Pädagoge